# Toby Keith (album)
Toby Keith è il primo ed eponimo album in studio del cantante di musica country Toby Keith, pubblicato nel 1993.

## Tracce
1. Should've Been a Cowboy – 3:30
2. He Ain't Worth Missing – 3:05
3. Under the Fall – 3:22
4. Some Kinda Good Kinda Hold on Me – 3:31
5. Wish I Didn't Know Now – 3:26
6. Ain't No Thang – 3:27
7. Valentine – 3:34
8. A Little Less Talk and a Lot More Action – 2:49
9. Mama Come Quick – 3:23
10. Close but No Guitar – 2:46